# Desastre de Karaiskakis
El desastre de Karaiskakis fue un incidente ocurrido el 8 de febrero de 1981, a las 16:58 (hora de Grecia 14:58 UTC) en el Estadio Georgios Karaiskakis (Falero, El Pireo Grecia), tras acabar un partido entre Olympiacos Pireo y AEK Atenas que terminó 6 - 0. Es la mayor tragedia relacionada con el deporte en Grecia, y unos de los mayores en el mundo. Un total de 21 fanes (20 seguidores del Olympiakos, y una seguidora de AEK) perdieron sus vidas y 55 resultaron heridos en lo que hoy es la "Thyra 7" (Puerta 7), donde se concentran los fanáticos normalmente.

## Causas
Aún hay debates sobre las causas del desastre. Según la policía, la principal causa del accidente fue una puerta mal cerrada. Tras el final del partido, la excitación por la abultada victoria del Olympiacos CFP hizo que varios fanes perdieran el equilibrio y cayeran. Tras ellos vinieron una horda de fanes que hizo aún más difícil que se levantaran o que pudieran cubrirse. 19 fanes perdieron la vida y al menos 57 resultaron heridos, de los cuales dos murieron en el hospital por las heridas. La mayoría eran adolescentes y adultos jóvenes.
El accidente ocurrió en la Puerta 7, donde los aficionados suelen concentrarse, aunque una de las víctimas era aficionado del AEK.

## Homenaje a las víctimas
En honor a las víctimas, el 8 de febrero, hay un homenaje en el estadio, seguido por miles de fanes que acuden a verlo. Durante el homenaje, todos gritan al unísono "Αδέρφια, ζείτε, εσείς μας οδηγείτε.", es decir, "Hermanos, vivís, sois los que nos conducís". En la tribuna donde está ahora la Thyra 7, hay 21 asientos de color negro en forma de siete, además de un pequeño monumento al este del estadio con los nombres de todas las víctimas.

### Homenajes de otros equipos
Aunque el incidente solo afectó al Olympiakos y al AEK Atenas, otros equipos muestran respeto por las víctimas, para demostrar que no fue una tragedia para los dos equipos, sino para todo el país. El Liverpool F. C. y el Estrella Roja de Belgrado, con el que los aficionados tienen una estrecha relación por su pasado, han hecho también homenajes a las víctimas.

## La Thyra 7 en la actualidad
Thyra 7 es una de las mayores concentraciones de aficionados del Olympiakos, que se caracteriza por ser un punto de encuentro de ultras, aunque antes del incidente los que frecuentaban la puerta eran aficionados normales, y algunos sin abono de temporada siquiera.